# FK Pobeda Prilep
Maillots
Le Fudbalski Klub Pobeda Prilep (en macédonien : фудбалски клуб Победа Прилеп), plus couramment abrégé en Pobeda Prilep, est un club macédonien de football fondé en 1941 et basé dans la ville de Prilep.

## Historique
Le club est fondé en 1941 sous le nom de Goce Delcev avant d'être renommé en 1950 en FK Pobeda. 
Le FK Pobedaa est sacré deux fois champion de Macédoine et a participé 10 fois à la Coupe d'Europe.
Le 27 mars 2009, l'UEFA accuse le FK Pobeda « d'avoir violé les principes d'intégrité et de fair-play en manipulant le résultat d'un match de l'UEFA pour eux-mêmes et pour une tierce partie » sur un match de qualification de Ligue des champions contre le FC Pyunik Erevan en 2004. Le club est ensuite exclu pendant huit ans de toute compétition européenne à partir de la saison 2009/2010.

### Rivalité
Le Pobeda Prilep entretient une rivalité avec l'équipe du Pelister Bitola. Le match entre les deux équipes est appelé le « Derby de Pélagonie ».

## Bilan sportif

### Palmarès
| Compétitions nationales |
| --- |
| - Championnat de Macédoine (2) : - Champion : 2003-04 et 2006-07. - Vice-champion : 1996-97 et 1999-00. - Coupe de Macédoine (1) : - Vainqueur : 2001-02. - Finaliste : 1999-00 et 2006-07. |

### Bilan européen
Note : dans les résultats ci-dessous, le score du club est toujours donné en premier
| Saison    | Compétition         | Tour              | Club                  | Domicile | Extérieur | Total             |
| --------- | ------------------- | ----------------- | --------------------- | -------- | --------- | ----------------- |
| 1997-1998 | Coupe UEFA          | Premier tour Q    | Odra Wodzisław        | 2 - 1    | 0 - 3     | 2 - 4             |
| 1999      | Coupe Intertoto     | Premier tour      | AS Trenčín            | 3 - 1    | 1 - 3 ap  | 4 - 4 (4 - 3 tab) |
| 1999      | Coupe Intertoto     | Deuxième tour     | Pérouse Calcio        | 0 - 0    | 0 - 1     | 0 - 1             |
| 2000-2001 | Coupe UEFA          | Tour préliminaire | Universitatea Craiova | 1 - 0    | 1 - 1     | 2 - 1             |
| 2000-2001 | Coupe UEFA          | Premier tour      | Parme AC              | 0 - 2    | 0 - 4     | 0 - 6             |
| 2001      | Coupe Intertoto     | Premier tour      | NK Zagreb             | 1 - 1    | 2 - 1     | 3 - 2             |
| 2001      | Coupe Intertoto     | Deuxième tour     | Rizespor              | 2 - 1    | 2 - 0     | 4 - 1             |
| 2001      | Coupe Intertoto     | Troisième tour    | Chmel Blšany          | 0 - 1    | 0 - 0     | 0 - 1             |
| 2002-2003 | Coupe UEFA          | Tour préliminaire | FC Midtjylland        | 2 - 0    | 0 - 3 ap  | 2 - 3             |
| 2003      | Coupe Intertoto     | Premier tour      | Spartak Trnava        | 2 - 1    | 5 - 1     | 7 - 2             |
| 2003      | Coupe Intertoto     | Deuxième tour     | Austria Kärnten       | 1 - 1    | 1 - 2     | 2 - 3             |
| 2004-2005 | Ligue des champions | Premier tour Q    | Pyunik Erevan         | 1 - 3    | 1 - 1     | 2 - 4             |
| 2005      | Coupe Intertoto     | Premier tour      | FK Smederevo          | 2 - 1    | 1 - 0     | 3 - 1             |
| 2005      | Coupe Intertoto     | Deuxième tour     | Hambourg SV           | 1 - 4    | 1 - 4     | 2 - 8             |
| 2006      | Coupe Intertoto     | Premier tour      | Farul Constanţa       | 2 - 2    | 0 - 2     | 2 - 4             |
| 2007-2008 | Ligue des champions | Premier tour Q    | Levadia Tallinn       | 0 - 1    | 0 - 0     | 0 - 1             |

Légende
- Victoire ou qualification pour le tour suivant
- Match nul
- Défaite ou élimination de la compétition

## Personnalités du club

### Présidents du club
- Aleksandar Zabrcanec

### Entraîneurs du club
| - Ilija Dimovski (1993 - 1994) - Dragi Kanatlarovski (1994 - 1996) - Lazar Plačkov - Dragi Kanatlarovski (1999) - Krume Mitrikeski (2000) - Nikola Ilievski (juillet 2000 - décembre 2000) - Mirsad Jonuz (janvier 2001 - juin 2002) - Zoran Smileski (juillet 2002 - décembre 2002) | - Dragi Kanatlarovski (janvier 2003 - 2004) - Nikola Ilievski (2004) - Dragi Hristovski (juin 2004 - septembre 2004) - Petar Kurcubic (3 octobre 2004 - septembre 2005) - Nikolče Zdravevski (28 septembre 2005 - février 2009) - Nebojša Petrović (1er mars 2009 - avril 2009) - Goran Todoroski (29 avril 2009 - juin 2010) |

## Logos de l'histoire du club

Logo n°1